# Сан-Жуан-да-Бализа
Сан-Жуан-да-Бализа (порт. São João da Baliza) — муниципалитет в Бразилии, входит в штат Рорайма. Составная часть мезорегиона Юг штата Рорайма. Входит в экономико-статистический микрорегион Судести-ди-Рорайма. Население составляет 6 769 человек на 2010 год. Занимает площадь 4 284,506 км². Плотность населения — 1,58 чел./км².
Покровителем города считается Иоанн Креститель.

## История
Город основан в 1982 году.
Первые поселенцы начали прибывать в регион в 80-е годы, с открытием автострады BR 210.
Назван в честь святого Иоанна Крестителя.

## Границы
Муниципалитет граничит:	
- на севере —  	муниципалитет Каракараи
- на востоке —  	муниципалитет Каруэби
- на юге —  	штат Амазонас
- на юго-западе —  	муниципалитет Рорайнополис
- на западе —  	муниципалитет Сан-Луис

## Демография
Согласно сведениям, собранным в ходе переписи 2010 г. Национальным институтом географии и статистики (IBGE), население муниципалитета составляет:
| Полное население                               | Полное население                               | Полное население                               | Полное население                               | 6 769 |
| ---------------------------------------------- | ---------------------------------------------- | ---------------------------------------------- | ---------------------------------------------- | ----- |
| в том числе:                                   | Городское население                            | 4 755                                          | Процент городского населения, %                | 70,25 |
|                                                | Сельское население                             | 2 014                                          | Процент сельского населения, %                 | 29,75 |
|                                                | Мужское население                              | 3 551                                          | Процент мужского населения, %                  | 52,46 |
|                                                | Женское население                              | 3 218                                          | Процент женского населения, %                  | 47,54 |
| Плотность населения, чел/км²                   | Плотность населения, чел/км²                   | Плотность населения, чел/км²                   | Плотность населения, чел/км²                   | 1,58  |
| Население муниципалитета в % к населению штата | Население муниципалитета в % к населению штата | Население муниципалитета в % к населению штата | Население муниципалитета в % к населению штата | 1,50  |

По данным оценки 2015 года население муниципалитета составляет 7 516 жителей.

## Важнейшие населенные пункты
| № | Населённый пункт   | Населённый пункт (порт.) | Категория | Население чел. (2010) (место среди н.п. штата) | На карте                       |
| - | ------------------ | ------------------------ | --------- | ---------------------------------------------- | ------------------------------ |
| 1 | Сан-Жуан-да-Бализа | São João da Baliza       | город     | 4 755 (6)                                      | 0°57′01″ с. ш. 59°54′43″ з. д. |
| 2 | Сан-Луизан         | São Luizão               | поселок   | 99 (106)                                       | 1°03′41″ с. ш. 59°47′07″ з. д. |

## Статистика
- Валовой внутренний продукт на 2004 составляет 21.237.000,00 реалов (данные: Бразильский институт географии и статистики).
- Валовой внутренний продукт на душу населения на 2004 составляет 3.944,00 реалов (данные: Бразильский институт географии и статистики).
- Индекс развития человеческого потенциала на 2000 составляет 0,729 (данные: Программа развития ООН).

## География
Климат местности: экваториальный.